# Campeonato Sub-16 de la Concacaf de 1988
El Campeonato Sub-16 de la Concacaf de 1988 se llevó a cabo en Trinidad y Tobago del 12 al 27 de noviembre y contó con la participación de 10 selecciones infantiles de Norteamérica, Centroamérica y el Caribe.
Cuba se convirtió en el campeón del torneo tras ser el que sumó más puntos en la fase final del torneo.

## Primera ronda

### Grupo A
Los partidos se jugaron en Puerto España.
| País              | J | G | E | P | GF | GC | PTS |
| ----------------- | - | - | - | - | -- | -- | --- |
| Trinidad y Tobago | 4 | 3 | 1 | 0 | 8  | 1  | 7   |
| Estados Unidos    | 4 | 3 | 0 | 1 | 19 | 2  | 6   |
| Honduras          | 4 | 2 | 1 | 1 | 6  | 9  | 5   |
| Guatemala         | 4 | 0 | 1 | 3 | 2  | 9  | 1   |
| Santa Lucía       | 4 | 0 | 1 | 3 | 2  | 16 | 1   |

| Equipo 1          | Resultado | Equipo 2          |
| ----------------- | --------- | ----------------- |
| Guatemala         | 1-6       | Estados Unidos    |
| Trinidad y Tobago | 5-0       | Santa Lucía       |
| Santa Lucía       | 1-1       | Guatemala         |
| Estados Unidos    | 7-0       | Honduras          |
| Honduras          | 4-1       | Santa Lucía       |
| Trinidad y Tobago | 1-0       | Guatemala         |
| Santa Lucía       | 0-6       | Estados Unidos    |
| Honduras          | 1-1       | Trinidad y Tobago |
| Guatemala         | 0-1       | Honduras          |
| Estados Unidos    | 0-1       | Trinidad y Tobago |

### Grupo B
Los partidos se jugaron en San Fernando.
| País        | J | G | E | P | GF | GC | PTS |
| ----------- | - | - | - | - | -- | -- | --- |
| Canadá      | 4 | 2 | 2 | 0 | 5  | 2  | 6   |
| Cuba        | 4 | 2 | 2 | 0 | 3  | 0  | 6   |
| Jamaica     | 4 | 1 | 3 | 0 | 1  | 0  | 5   |
| Costa Rica  | 4 | 1 | 0 | 3 | 3  | 5  | 2   |
| El Salvador | 4 | 0 | 1 | 3 | 1  | 6  | 1   |

| Equipo 1    | Resultado | Equipo 2    |
| ----------- | --------- | ----------- |
| Costa Rica  | 0-2       | Cuba        |
| Canadá      | 3-1       | El Salvador |
| Cuba        | 0-0       | Jamaica     |
| Canadá      | 2-1       | Costa Rica  |
| Jamaica     | 0-0       | Canadá      |
| El Salvador | 0-2       | Costa Rica  |
| Jamaica     | 0-0       | El Salvador |
| Cuba        | 0-0       | Canadá      |
| El Salvador | 0-1       | Cuba        |
| Costa Rica  | 0-1       | Jamaica     |

## Fase final
Los partidos se jugaron en Puerto España.
| País              | J | G | E | P | GF | GC | PTS |
| ----------------- | - | - | - | - | -- | -- | --- |
| Cuba              | 3 | 2 | 0 | 1 | 5  | 1  | 4   |
| Estados Unidos    | 3 | 2 | 0 | 1 | 3  | 2  | 4   |
| Canadá            | 3 | 1 | 1 | 1 | 2  | 5  | 3   |
| Trinidad y Tobago | 3 | 0 | 1 | 2 | 0  | 2  | 1   |

| Equipo 1          | Resultado | Equipo 2          |
| ----------------- | --------- | ----------------- |
| Estados Unidos    | 1-2       | Canadá            |
| Cuba              | 1-0       | Trinidad y Tobago |
| Estados Unidos    | 1-0       | Cuba              |
| Trinidad y Tobago | 0-0       | Canadá            |
| Canadá            | 0-4       | Cuba              |
| Trinidad y Tobago | 0-1       | Estados Unidos    |

## Campeón
| Campeonato Sub-16 de la Concacaf 1988 |
| ------------------------------------- |
| Bandera de Cuba                       |
| Cuba 1º Título                        |

## Clasificados al Mundial Sub-17
| - Cuba | - Estados Unidos | - Canadá |